# Jezerski terier
Jezerski terier ali lakeland terier, je stara pasma, nastala na angleško-škotski meji s križanjem različnih terierjev in že izumrlega črno-čreslastega terierja. Uradno so jo priznali šele leta 1928.

## Splošni videz
Ima skladno glavo in širok, srednje dolg gobček z močnimi čeljustmi. Oči so temne ali lešnikove barve. Majhni uhlji v obliki črke V so prekopljeni naprej. Visoko nošen rep po navadi skrajšajo. Gosta, ostra in proti vremenskim neprilikam odporna krovna dlaka prekriva gosto podlanko. Kožuh je rdeče sivkast, jeterne barve, moder ali črn.

## Značaj
Jezerski terier je živahen, vesel in živahen, vedno pripravljen za »delo«. Prilagodi se sicer tudi življenju v stanovanju, vendar potrebuje veliko gibanja. Z dosledno vzgojo lahko omejimo tudi njegovo nagnjenje do pretiranega lajanja.

## Nega
Dlako moramo večkrat na leto (po navadi štirikrat) ustrezno skrajšati in jo oblikovati. Po kopanju nanesemo še na mokro dlako malo sadrene moke in ga pokrijemo z odejo. Čez uro ali dve suho dlako dobro skrtačimo.